# 이 달의 독립운동가
이 달의 독립운동가는 대한민국 국가보훈부가 선정하여 발표하는 한국의 독립운동가 명단이다. 국가보훈부에서는 1992년부터 매년 12명 이상의 독립운동가를 각 월별로 지정하여 발표하고, 이들의 공훈을 선양하기 위해 추모 행사와 전시회 등의 기념 사업을 벌이고 있다.
| 연도   | 1월                  | 2월                         | 3월                                                | 4월                         | 5월                         | 6월                                                   | 7월                         | 8월                         | 9월                                             | 10월                 | 11월                        | 12월                                             |
| ------ | -------------------- | --------------------------- | -------------------------------------------------- | --------------------------- | --------------------------- | ----------------------------------------------------- | --------------------------- | --------------------------- | ----------------------------------------------- | -------------------- | --------------------------- | ------------------------------------------------ |
| 1992년 | 김상옥               | 편강렬                      | 손병희                                             | 윤봉길                      | 이상룡                      | 지청천                                                | 이상재                      | 서일                        | 신규식                                          | 이봉창               | 이회영                      | 나석주                                           |
| 1993년 | 최익현               | 조만식                      | 황병길                                             | 노백린                      | 조명하                      | 윤세주                                                | 나철                        | 남자현                      | 이인영                                          | 이장녕               | 정인보                      | 오동진                                           |
| 1994년 | 이원록               | 임병찬                      | 한용운                                             | 양기탁                      | 신팔균                      | 백정기                                                | 이준                        | 양세봉                      | 안무                                            | 조성환               | 김학규                      | 남궁억                                           |
| 1995년 | 김지섭               | 최팔용                      | 이종일                                             | 민필호                      | 이진무                      | 장진홍                                                | 전수용                      | 김구                        | 차이석                                          | 이강년               | 이진룡                      | 조병세                                           |
| 1996년 | 송종익               | 신채호                      | 신석구                                             | 서재필                      | 신익희                      | 유일한                                                | 김하락                      | 박상진                      | 홍진                                            | 정인승               | 전명운                      | 정이형                                           |
| 1997년 | 노응규               | 양기하                      | 박준승                                             | 송병조                      | 김창숙                      | 김순애                                                | 김영란                      | 박승환                      | 이남규                                          | 김약연               | 정태진                      | 남정각                                           |
| 1998년 | 신언준               | 민긍호                      | 백용성                                             | 황병학                      | 김인전                      | 이원대                                                | 김마리아                    | 안희제                      | 장도빈                                          | 홍범도               | 신돌석                      | 이윤재                                           |
| 1999년 | 이의준               | 송계백                      | 유관순                                             | 박은식                      | 이범석                      | 이은찬                                                | 주시경                      | 김홍일                      | 양우조                                          | 안중근               | 강우규                      | 김동식                                           |
| 2000년 | 유인석               | 노태준                      | 김병조                                             | 이동녕                      | 양진여                      | 이종건                                                | 김한종                      | 홍범식                      | 오성술                                          | 이범윤               | 장태수                      | 김규식                                           |
| 2001년 | 기삼연               | 윤세복                      | 이승훈                                             | 유림                        | 안규홍                      | 나창헌                                                | 김승학                      | 정정화                      | 심훈                                            | 유근                 | 민영환                      | 이재명                                           |
| 2002년 | 곽재기               | 한훈                        | 이필주                                             | 김혁                        | 송학선                      | 민종식                                                | 안재홍                      | 남상덕                      | 고이허                                          | 고광순               | 신숙                        | 장건상                                           |
| 2003년 | 김호                 | 김중건                      | 유여대                                             | 이시영                      | 문일평                      | 김경천                                                | 채기중                      | 권기옥                      | 김태원                                          | 기산도               | 오강표                      | 최양옥                                           |
| 2004년 | 허위                 | 김병로                      | 오세창                                             | 이강                        | 이애라                      | 문양목                                                | 권인규                      | 홍학순                      | 최재형                                          | 조시원               | 장지연                      | 오의선                                           |
| 2005년 | 최용신               | 최석순                      | 김복한                                             | 이동휘                      | 한성수                      | 김동삼                                                | 채응언                      | 안창호                      | 조소앙                                          | 김좌진               | 황현                        | 이상설                                           |
| 2006년 | 유자명               | 이승희                      | 신홍식                                             | 엄항섭                      | 박차정                      | 곽종석                                                | 강진원                      | 박열                        | 현익철                                          | 김철                 | 송병선                      | 이명하                                           |
| 2007년 | 임치정               | 김광제 서상돈               | 권동진                                             | 손정도                      | 조신성                      | 이위종                                                | 구춘선                      | 정환직                      | 박시창                                          | 권득수               | 주기철                      | 윤동주                                           |
| 2008년 | 양한묵               | 문태수                      | 장인환                                             | 김성숙                      | 박재혁                      | 김원식                                                | 안공근                      | 유동열                      | 윤희순                                          | 유동하               | 남상목                      | 박동완                                           |
| 2009년 | 우재룡               | 김도연                      | 홍병기                                             | 윤기섭                      | 양근환                      | 윤병구                                                | 박자혜                      | 박찬익                      | 이종희                                          | 안명근               | 장석천                      | 계봉우                                           |
| 2010년 | 방한민               | 김상덕                      | 차희식                                             | 염온동                      | 오광심                      | 김익상                                                | 이광민                      | 이중언                      | 권준                                            | 최현배               | 심남일                      | 백일규                                           |
| 2011년 | 신현구               | 강기동                      | 이종훈                                             | 조완구                      | 어윤희                      | 조병준                                                | 홍언                        | 이범진                      | 나태섭                                          | 김규식               | 문석봉                      | 김종진                                           |
| 2012년 | 이갑                 | 김석진                      | 홍원식                                             | 김대지                      | 지복영                      | 김법린                                                | 여준                        | 이만도                      | 김동수                                          | 이희승               | 이석용                      | 현정건                                           |
| 2013년 | 이민화               | 한상렬                      | 양전백                                             | 김붕준                      | 차경신                      | 김원국 김원범                                         | 호머 헐버트                 | 강영소                      | 황학수                                          | 이성구               | 노병대                      | 원심창                                           |
| 2014년 | 김도현               | 구연영                      | 전덕기                                             | 연병호                      | 방순희                      | 백초월                                                | 최중호                      | 어니스트 베델               | 나월환                                          | 한징                 | 이경채                      | 오면직                                           |
| 2015년 | 황상규               | 이수흥                      | 박인호                                             | 조지 루이스 쇼              | 안경신                      | 류인식                                                | 송헌주                      | 연기우                      | 이준식                                          | 이탁                 | 이설                        | 문창범                                           |
| 2016년 | 조희제               | 한시대                      | 프랭크 스코필드                                    | 오영선                      | 문창학                      | 안승우                                                | 이신애                      | 채광묵 채규대               | 나중소                                          | 나운규               | 이한응                      | 최수봉                                           |
| 2017년 | 이소응               | 이태준                      | 권병덕                                             | 이상정                      | 방정환                      | 장덕준                                                | 조마리아                    | 김수민                      | 고운기                                          | 채상덕               | 이근주                      | 김치보                                           |
| 2018년 | 조지 애쉬모어 피치   | 김규면                      | 김원벽                                             | 윤현진                      | 신건식 오건해               | 이대위                                                | 연미당                      | 김교헌                      | 최용덕                                          | 현천묵               | 조경환                      | 유상근                                           |
| 2019년 | 유관순               | 김마리아                    | 손병희                                             | 안창호                      | 김규식 김순애               | 한용운                                                | 이동휘                      | 김구                        | 지청천                                          | 안중근               | 박은식                      | 윤봉길                                           |
| 2020년 | 정용기               | 조지 새넌 맥큔              | 김세환                                             | 오광선 정현숙               | 유찬희 유기석 유기문        | 임병극                                                | 강혜원                      | 이석영                      | 채원개                                          | 박영희               | 유도발 유신영               | 윤창하                                           |
| 2021년 | 기우만 박원영 김익중 | 권쾌복 배학보 유흥수        | 이인정 송재만 한운석                               | 김원용 전경무 심영신 민함나 | 장매성 박옥련 박현숙 장경례 | 권오설 이선호 박래원 이동환                           | 손일봉 최철호 박철동 이정순 | 이길용 송진우 여운형        | 올리버 R. 애비슨 로버트 그리어슨 스탠리 H. 마틴 | 장지영 김윤경 권덕규 | 홍만식 이상철 김봉학 이건석 | 이종호 김학만 최봉준                             |
| 2022년 | 부춘화 김옥련 부덕량 | 강기덕                      | 김수남 이두열 고석주 윌리엄 린튼                   | 안태국                      | 박원희 김영순 조복금        | 안경근 이덕주 최흥식                                  | 김갑 한흥교 민제호          | 강제하 이웅해 백남준 최명수 | 안원규 정원명                                   | 이옥 유원우          | 박건병 강경선 배천택        | 김상태 신태식 김동신                             |
| 2023년 | 안현경 이원순        | 송몽규 안창남 김필순        | 권애라 심영식 임명애 신관빈                        | 이희경 나용균 황기환        | 가네코 후미코 후세 다쓰지   | 오덕홍 김일언 정래의                                  | 강윤국 유만수               | 윤준희 임국정 한상호 김강   | 이재현 한형석 송면수                            | 이종암 엄순봉 이강훈 | 서상교 최낙철 신기철        | 문일민 안혜순                                    |
| 2024년 | 이승만               | 김창환 이진산 윤덕보 김원식 | 마가렛 샌더먼 데이비스 이사벨라 멘지스 데이지 호킹 | 유기동 김만수 최병호        | 채찬 김창균 장창헌 이춘화   | 프레드릭 에이 맥켄지 플로이드 윌리엄 톰킨스 루이 마랭 | 황진남 이의경 김갑수        | 곽낙원 임수명 이은숙 허은   | 안춘생 조순옥 박영준 신순호                     | 임천택 서병학 박창운 | 최세윤 정원집 김영백        | 패트릭 도슨 토마스 다니엘 라이언 어거스틴 스위니 |
| 2025년 | 국채보상운동         | 신간회 창립                 | 3·1운동                                            | 대한민국 임시정부 수립      | 근우회 창립                 | 6·10만세운동                                          | 광복회 조직                 | 일장기 말소사건             | 한국광복군 창설                                 | 한글날 제정          | 광주학생 독립운동           | 13도창의군 결성                                  |

## 같이 보기
- 이 달의 문화 인물
- 이달의 6.25 전쟁영웅
- 이달의 호국 인물